# Учбулаг (Гёйгёльский район)
Учбулаг (азерб. Üçbulaq, буквально «три источника», арм. Մուռուտ, Мурут, официальное название до 1999 года) — село в Гёйгёльском районе Азербайджана. Входит в Ашыглинский муниципалитет. До исхода армян из Азербайджана после начала нагорно-карабахского конфликта в деревне проживало армянское население.

## Население
Согласно переписи населения, на 2009 год в селе проживало 211 человек.